# Abraxas prosthetocneca
Abraxas prosthetocneca là một loài bướm đêm trong họ Geometridae.